# (11715) Harperclark
(11715) Harperclark est un astéroïde de la ceinture principale.

## Description
(11715) Harperclark est un astéroïde de la ceinture principale. Il fut découvert le 21 avril 1998 à Socorro (Nouveau-Mexique) par le projet LINEAR. Il présente une orbite caractérisée par un demi-grand axe de 2,31 UA, une excentricité de 0,08 et une inclinaison de 2,2° par rapport à l'écliptique.

## Compléments